# Pachydrus princeps
Pachydrus princeps is een keversoort uit de familie waterroofkevers (Dytiscidae). De wetenschappelijke naam van de soort is voor het eerst geldig gepubliceerd in 1914 door Blatchley.